# System zwielokrotnienia kanałów cyfrowych
System zwielokrotnienia kanałów cyfrowych pozwala na zwiększenie wykorzystania łącza przez podział na szczeliny (kanały). Taki system pozwala również stworzyć z kanałów o mniejszych przepływnościach strumień cyfrowy o zwielokrotnionej przepływności.

## Systemy zwielokrotniania kanałów cyfrowych
- podstawowy ISDN
- E1
- T1
- PDH
- SDH